# Hirslanden (Zurich)
Pour le groupe de cliniques privées, voir Hirslanden.
Hirslanden est un quartier faisant partie du 7e arrondissement de Zurich.

## Géographie

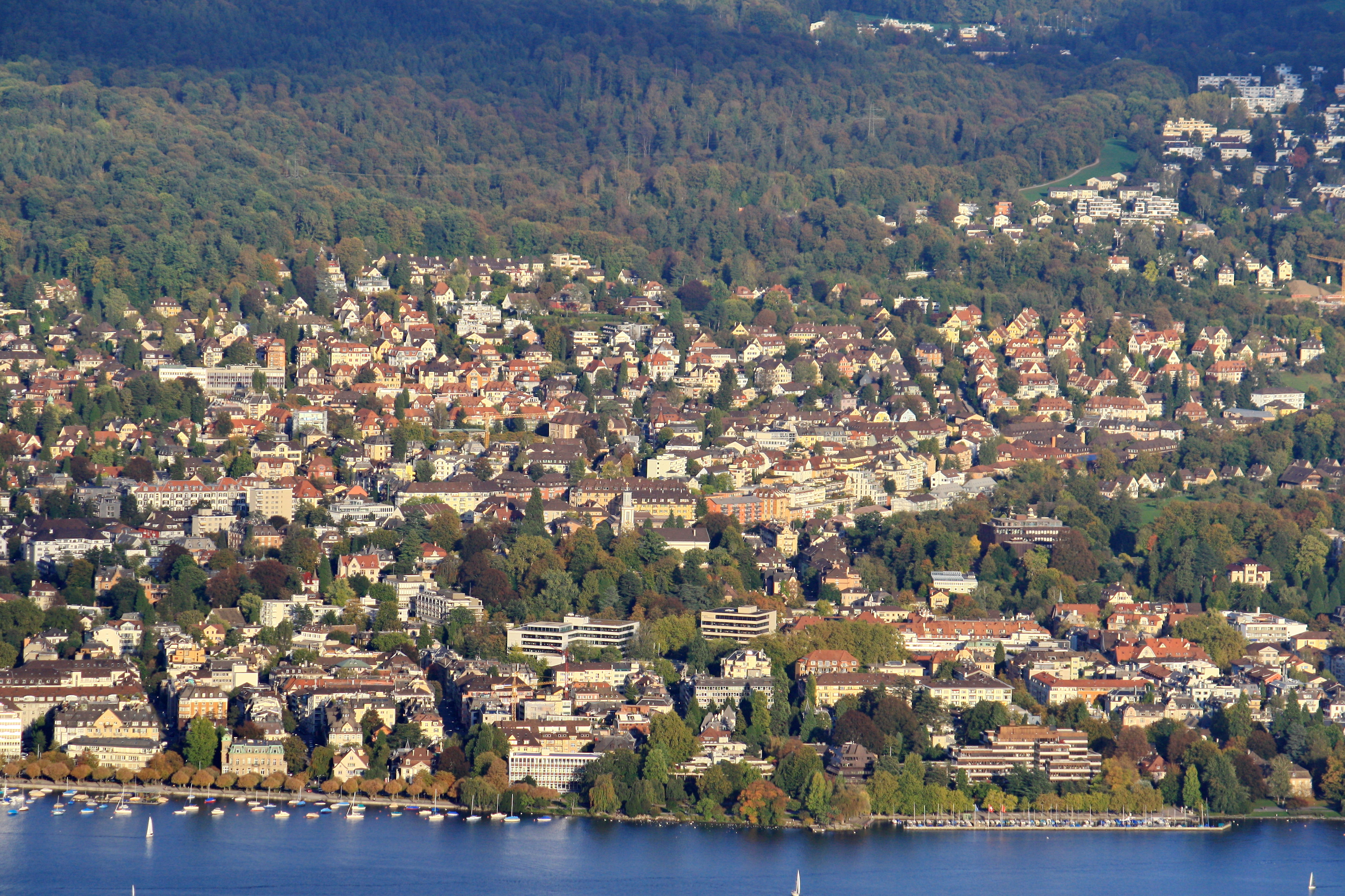
Adlisberg et Hirslanden, vus depuis Uetliberg, quartier de Seefeld au premier plan (octobre 2009)

Hirslanden est situé sur le côté ouest de l’Adlisberg.

## Historique

Vue aérienne (1953)

Hirslanden était une commune à part entière. Elle a été incorporée à Zurich en 1893.